# Cerkiew św. Atanazego Brzeskiego w Jajeczkowiczach
Cerkiew pod wezwaniem św. Atanazego Brzeskiego – prawosławna cerkiew parafialna w Jajeczkowiczach (obwód brzeski, rejon janowski), w dekanacie janowskim eparchii pińskiej i łuninieckiej Egzarchatu Białoruskiego Patriarchatu Moskiewskiego.

## Historia

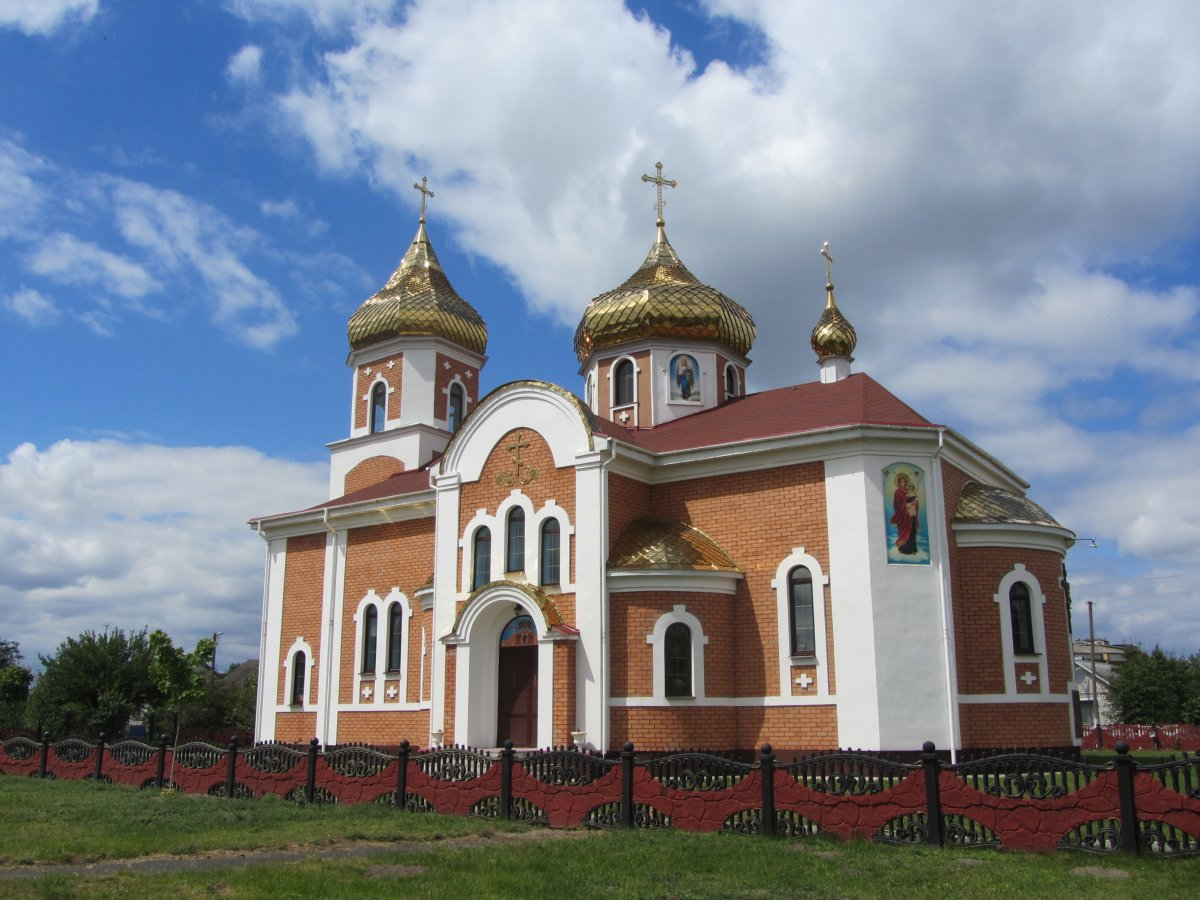

Data budowy pierwszej cerkwi w Jajeczkowiczach nie jest znana. Świątynia ta uległa zniszczeniu w 1944 r. wskutek działań wojennych. Obecnie na jej miejscu znajduje się cmentarz.
Współcześnie istniejąca cerkiew została zbudowana w latach 2006–2012 i poświęcona 15 września 2012 r. przez arcybiskupa pińskiego i łuninieckiego Stefana. W grudniu 2013 r. świątynia otrzymała relikwie patrona – św. Atanazego Brzeskiego.